# Jalisco-Wacholder
Der Jalisco-Wacholder (Juniperus jaliscana) ist eine Pflanzenart aus der Familie der Zypressengewächse (Cupressaceae). Er ist in Mexiko heimisch.

## Beschreibung
Der Jalisco-Wacholder wächst als immergrüner Baum der Wuchshöhen von bis zu 10 Metern erreichen kann. Die Äste gehen aufsteigend vom geraden Stamm ab und bilden eine konische oder runde Krone. Die Spitzen der Äste sind sehr biegsam und meist gebogen. Die obersten Zweige gehen in einem Winkel von 50 bis 60 Grad von den Ästen ab. Die faserige, graubraune Stammborke wird 1 bis 2 Zentimeter dick und ist in miteinander verbundenen Streifen zerteilt. Unter der Borke befindet sich eine zimtbraune Rindenschicht. Die Schuppenborke der Zweige ist rotbraun gefärbt.
Die schuppenartigen, grünen Blätter sind bei einer Länge von 0,7 bis 1 Millimeter eiförmig geformt. In der Mitte des Blattes befindet sich eine Harzdrüse. Die Spitze der Blätter ist stumpf und die Blattränder sind fein gezähnt. Die Blätter stehen gegenständig, selten wechselständig an den Zweigen.
Die weichen und fleischigen Beerenzapfen sind bei einem Durchmesser von 7 bis 8 Millimetern unregelmäßig geformt und haben einen geraden Stiel. Zur Reife hin sind sie leicht glänzend rotbraun gefärbt. Jeder Zapfen trägt zwei bis elf Samenkörner. Die Samen haben mehrere Harzgruben und sind bei einer Länge von 3 bis 4 Millimetern und einer Breite von etwa 2 Millimetern eckig-eiförmig geformt.

## Verbreitung und Standort
Das natürliche Verbreitungsgebiet des Jalisco-Wacholders liegt in Mexiko in der Sierra Madre Occidental. Es umfasst dabei die im Süden Durangos gelegenen Gemeinden El Puerto de las Víbroras, Bosques de San Francisco und Pueblo Nuevo. Im Nordwesten von Jalisco findet man ihn in den Hügeln um Cuale.
Der Jalisco-Wacholder gedeiht in Höhenlagen von 1335 bis etwa 2670 Metern. Er wächst in Bergwäldern, wo er Mischbestände mit verschiedenen Wacholder- (Juniperus), Kiefern- (Pinus) und Eichenarten (Quercus) bildet.

## Systematik
Die Erstbeschreibung als Juniperus jaliscana erfolgte 1946 durch Maximino Martínez in Anales del Institutó de Biología de la Universidad Nacional Autonoma de México, Série Biologia 17, Band 1, Seite 69.

## Gefährdung und Schutz
Der Jalisco-Wacholder wird in der Roten Liste der IUCN als „gefährdet“ eingestuft. Als Hauptgefährdungsgrund wird der starke Holzeinschlag in den Wäldern genannt. Es wird jedoch darauf hingewiesen, dass eine erneute Überprüfung der Gefährdung notwendig ist.